# Museo dell'aeronautica Gianni Caproni
Il Museo dell'aeronautica Gianni Caproni, fondato nel 1927 come Museo Caproni dall'ingegnere aeronautico e pioniere dell'aviazione italiano Gianni Caproni e dalla sua consorte Timina Guasti Caproni, è il più antico museo italiano interamente dedicato al tema dell'aviazione e il più antico museo aziendale a livello nazionale.
La prima sede del museo fu Taliedo, in provincia di Milano; gli aeromobili della collezione vennero trasferiti a Venegono Superiore alla fine della seconda guerra mondiale e l'esposizione riaprì a Vizzola Ticino negli anni sessanta. Il museo ha assunto la sua collocazione definitiva alla fine degli anni ottanta: la sede attuale, collocata circa 5 chilometri a sud di Trento, accanto all'aeroporto di Trento-Mattarello (anch'esso intitolato a Caproni), è stata inaugurata il 3 ottobre 1992. Il museo fa parte della Rete Trentino Grande Guerra.

## Storia

### Origini del museo
Giovanni Battista Caproni, citato più spesso come Gianni Caproni (Arco 1886 – Roma 1957) era un ingegnere civile ed elettrotecnico trentino che, dopo aver sperimentato diversi aeroplani pionieristici di sua concezione tra il 1910 e il 1913, era divenuto nel corso del primo conflitto mondiale uno dei principali punti di riferimento per l'industria aeronautica militare alleata – specialmente per quanto riguardava i grandi plurimotori da bombardamento. Se piccoli velivoli monomotori come il Caproni Ca.1, il Caproni Ca.6 e il Caproni Ca.12 costituirono delle pietre miliari dello sviluppo dell'aviazione italiana nel periodo prebellico, i trimotori da bombardamento Caproni Ca.32, Ca.33, Ca.36 e Ca.40 rappresentarono alcune delle realizzazioni più notevoli dell'epoca nel campo dei bombardieri pesanti; le modalità del loro impiego ebbero influenze importanti nel dopoguerra, quando le teorie di Giulio Douhet sul ruolo militare del bombardamento strategico suscitarono vivaci dibattiti.

Gianni Caproni e la moglie Timina Guasti fotografati da Emilio Sommariva all'inizio degli anni quaranta.

Dopo la fine delle ostilità l'azienda aeronautica Caproni, pur ben avviata, si trovò a dover ripiegare sul mercato civile per far fronte al venir meno delle commesse militari. Oltre ad adattare al ruolo di aerei di linea e da trasporto alcuni modelli di grandi bombardieri, nel corso degli anni venti la ditta (che in questo periodo aveva sede a Taliedo, presso Milano) si dedicò anche allo sviluppo di nuovi velivoli, spesso di enormi dimensioni, progettati appositamente come trasporti passeggeri (si ricordano in particolare i Caproni Ca.48, Ca.59 e Ca.60 Transaereo, quest'ultimo sperimentato senza successo).
Al talento ingegneristico Gianni Caproni affiancava un'acuta consapevolezza dell'importanza di preservare e divulgare il patrimonio di informazioni storiche sulla nascita e sullo sviluppo dell'aviazione italiana in generale e dell'azienda Caproni in particolare. Di vedute simili era anche la sua consorte, Timina Guasti, ed entrambi i coniugi avevano inoltre una spiccata sensibilità artistica che li portò spesso ad assumere il ruolo di veri e propri mecenati nei confronti di artisti più o meno famosi. I due coniugi diedero vita a quello che è stato definito un «progetto culturale» che unì l'interesse per la storia della scienza e della tecnologia aeronautica a quello per il collezionismo e per la storia dell'arte; verso la fine degli anni venti, poi, essi decisero di esporre in un museo tutto il materiale che avevano raccolto. Michele Lanzinger, direttore del Museo tridentino di scienze naturali di Trento – alla cui rete di musei scientifici il Museo Caproni fa capo dal 1999 – ha detto a proposito delle origini del museo:
Il Museo Caproni venne fondato nel 1927, con sede a Taliedo, per intervento congiunto di Gianni e di Timina Guasti Caproni; si trattava del primo museo italiano dedicato interamente all'aviazione, nonché del primo museo aziendale italiano.
Se lo scopo era inizialmente quello di conservare il patrimonio storico legato all'azienda aeronautica Caproni, ben presto il campo di interesse dell'istituzione si allargò a ogni aspetto della storia dell'aviazione, e a tutte le sfaccettature della storia dell'arte e di altre discipline che intersecavano argomenti legati al volo.
Tra il giugno e l'ottobre 1934 si tenne a Milano l'Esposizione dell'Aeronautica Italiana, organizzata da un "Direttorio ordinatore" di cui facevano parte Francesco Cutry (un colonnello della Regia Aeronautica), Carlo A. Felice (della Triennale di Milano) e Giuseppe Pagano (un architetto istriano). All'organizzazione della mostra collaborò anche Gianni Caproni; egli inviò quattro aerei di sua concezione e costruzione, che vennero effettivamente esposti nel padiglione dell'esibizione presso il Palazzo dell'Arte: si trattava del biplano pionieristico Ca.1, il primo velivolo realizzato dall'ingegnere trentino, del Ca.6, un biplano caratterizzato dalle ali a doppia curvatura, di un ricognitore militare monoplano Ca.18 e di un grande bombardiere biplano Ca.36M.
La mostra, caratterizzata anche da un allestimento piuttosto spettacolare, studiato da artisti tra i più importanti della scena italiana dell'epoca, ebbe grande successo; tanto che alla sua conclusione Benito Mussolini diede ordine che il Museo storico dell'Accademia Aeronautica (il museo ufficiale della Regia Aeronautica italiana, che aveva sede nella Reggia di Caserta, presso l'Accademia) venisse trasferito dalla sua sede vanvitelliana a Milano, dove avrebbe dovuto fondersi con il Museo Caproni e confluire in un Museo nazionale aeronautico.
Questo progetto tuttavia non andò in porto e così il Museo Caproni, che rimaneva la principale istituzione del suo genere in Italia,
iniziò a evolversi nella direzione di un «museo generale dell'aviazione», il quale avrebbe dovuto raccogliere materiale aeronautico di carattere sia militare che civile proveniente da tutti i luoghi geografici e da tutte le epoche, facendosi carico della sua preservazione ed esposizione. A queste attività si aggiunse il ruolo editoriale che il museo Caproni ricoprì negli anni trenta con la pubblicazione di volumi come Gli aeroplani Caproni. Studi, progetti, realizzazioni 1908-1935, Francesco Zambeccari aeronauta, L'aeronautica italiana nell'immagine 1487-1875.
Il museo conservò, fino a dopo l'inizio della seconda guerra mondiale, la sua collocazione milanese presso le officine della ditta a Taliedo; tuttavia, mentre fino alla metà degli anni trenta i materiali erano rimasti accumulati nelle officine stesse, in condizioni espositive piuttosto cattive, dopo il 1935 si rese necessario un padiglione museale permanente e costruito appositamente, adeguato ad ospitare una collezione della vastità e dell'importanza raggiunta dal Museo Caproni. Venne adattato a questo scopo un grande hangar dell'aeroporto di Taliedo, sempre presso la fabbrica di aeroplani Caproni, all'interno del quale nel 1940 trovavano posto:
- Un Ansaldo S.V.A. 5
- Un Caproni Bristol
- Il Caproni Ca.1
- Il Caproni Ca.6
- Un Caproni Ca.18
- Il Caproni Ca.20
- Il Caproni Ca.22
- Un Caproni Ca.36M
- Un Caproni Ca.42
- Il Caproni Ca.53
- Alcune parti del Caproni Ca.60 Transaereo
- Il CNA Eta
- La fusoliera di un Fokker D.VIII
- Un monoplano terrestre Gabardini
- Un idrovolante monoplano Gabardini
- Un biplano Gabardini G.51
- La fusoliera di un Macchi-Nieuport 29
- La fusoliera e di un Roland VIb
- Un troncone di Siemens-Schuckert D.IV
- Tre navicelle di dirigibili
- La ricostruzione di un aliante di Leonardo da Vinci

A questi aeromobili, o parti di aeromobili, si aggiungeva una quantità di modellini, motori, eliche, opere d'arte e altri reperti che le fonti non sono in grado di quantificare.
A causa della guerra, a partire dal 1942 fu necessario allontanare da Milano parte del materiale e decentrare alcuni dei velivoli nel tentativo di proteggerli. Nonostante le precauzioni che vennero prese, tuttavia, alcuni pezzi andarono distrutti (fu questa la sorte dell'unico esemplare esistente del grande bombardiere triplano Ca.42) o vennero persi (come accadde al CNA Eta e alle fusoliere del Macchi-Nieuport 29 e del Roland VIb). La maggior parte dei reperti conservati nei tre nuclei principali del museo, della biblioteca aeronautica e dell'archivio comunque si salvarono.

### Dal secondo dopoguerra agli anni ottanta
I velivoli del Museo Caproni vennero riuniti dopo la fine della guerra a Venegono Superiore, in provincia di Varese; la componente documentaria dell'istituzione, in questo periodo, si trovava invece a Roma. Pur essendo privo di una struttura museale che consentisse di tenere aperta al pubblico l'esposizione, il Museo Caproni rimase un'istituzione importante per la conservazione della storia dell'aviazione e continuò a partecipare a importanti eventi aeronautici e ad acquisire nuovi materiali che andavano ad arricchire la sua collezione. L'attività del museo, tra gli anni quaranta e gli anni cinquanta, fu legata in gran parte alla figura della fondatrice, Timina Caproni.
Negli anni sessanta finalmente una nuova sede espositiva venne aperta presso la vecchia fabbrica Caproni di Vizzola Ticino, sempre in provincia di Varese (poco lontano da dove venne poi costruito l'aeroporto di Milano-Malpensa). Il museo venne nuovamente aperto al pubblico e continuò ad acquisire nuovi aeromobili: il fatto che, accanto agli edifici che ospitavano le collezioni, vi fosse una pista d'atterraggio in erba lunga 600 metri consentì ad alcuni aerei che vennero donati al museo di giungervi in volo, autonomamente, concludendo idealmente la loro carriera operativa e garantendo le migliori condizioni di conservazione possibili al momento di assumere la loro collocazione definitiva. Così avvenne per aerei come l'Avia FL.3 e il Macchi MB.308 tuttora appartenenti al museo.
Altri degli aerei del Museo Caproni subirono in questo periodo interventi conservativi importanti, mentre i velivoli in condizioni migliori vennero rimontati ed esposti nei suggestivi ambienti dei capannoni originali della prima guerra mondiale. Altri velivoli rimasero immagazzinati presso la villa della famiglia Caproni a Venegono Superiore. Con la morte dei fondatori (Gianni Caproni scomparve nel 1957, Timina nel 1991) i loro figli Giovanni e Maria Fede subentrarono nella gestione del museo e il loro lavoro consentì all'istituzione di conservare la sua posizione a livello nazionale e internazionale, arricchendo costantemente le collezioni con nuove acquisizioni.
Negli anni ottanta però, in concomitanza con il declino economico della ditta di costruzioni aeronautiche fondata da Gianni Caproni, anche il museo di Vizzola Ticino dovette chiudere. Grazie anche all'intervento di Martino Aichner, pilota italiano medaglia d'oro al valor militare durante la seconda guerra mondiale, nell'agosto 1988 la famiglia Caproni riuscì a stipulare un accordo con la provincia autonoma di Trento in base al quale quest'ultima si assumeva la responsabilità di restaurare la collezione e di costruire presso l'aeroporto di Trento-Mattarello una struttura espositiva dedicata al pioniere dell'aviazione italiano, con il nome di Museo dell'Aeronautica Gianni Caproni.

### Dagli anni novanta a oggi
Nell'aprile 1989 prese avvio, presso la ditta Masterfly di Rovereto, il restauro degli aeromobili storici del museo e il 2 dicembre dello stesso anno ebbe inizio la costruzione dei padiglioni museali adiacenti alle strutture dell'aeroporto. L'edificio principale della nuova sede venne inaugurato il 3 ottobre 1992.
La nuova struttura è caratterizzata da uno spazio espositivo di 1 400 metri quadrati, che nella configurazione iniziale ospitava 17 aeroplani conservati in condizioni di umidità e temperatura controllate.
Nella primavera del 1999 il museo è diventato una "sezione territoriale" del Museo tridentino di scienze naturali, il quale a sua volta dipende dalla Provincia autonoma di Trento.
Nell'aprile 2011 accanto al grande spazio espositivo originale è stato aperto un nuovo hangar (adiacente al lato settentrionale del salone principale) che ha consentito di riorganizzare la disposizione degli aeromobili già presenti nel museo e di esporre provvisoriamente alcuni degli aerei che precedentemente erano conservati in magazzino.
All'apertura del nuovo hangar di cui sopra, avvenuta in occasione dell'evento "La sfida del volo", un Ansaldo A.1 Balilla, il Caproni Ca.53 e alcune parti del Caproni Ca.60 sono stati trasferiti dal magazzino del museo a nord della città di Trento e collocati nel salone principale, entrando a far parte dell'esposizione permanente; un Agusta Bell AB 47G, un Manzolini Libellula II e un North American T-6 Texan sono stati aggiunti al nucleo originale della collezione trovando posto nel nuovo hangar, insieme a un Bücker Bü 131, al Caproni Ca.193, a un Macchi MB.308 e a un Saiman 202M che fino ad allora erano stati nello spazio espositivo principale del museo. Il nuovo hangar, che ha rappresentato il primo aumento della superficie espositiva del museo dopo il 1992, ha costituito comunque una tappa intermedia e provvisoria, come una sorta di anteprima, in vista di un ampliamento più consistente e più stabile. Nell'autunno del 2011 infatti esso è stato nuovamente chiuso in vista di ulteriori lavori. Nel luglio 2019 la gestione del museo è passata sotto la direzione della Fondazione del Museo storico del Trentino.
A metà del 2011, la collezione del museo comprendeva:
- Un Agusta Bell AB 47G
- La fusoliera e le ali, smontate, di un Ansaldo A.1 Balilla[24]
- Un Ansaldo S.V.A. 5
- Un Avia FL.3
- Un Breda Ba.19
- Un Bücker Bü 131
- Un Caproni Bristol
- Il Caproni Ca.6
- Un Caproni Ca.9
- Un Caproni Ca.100 idrovolante
- Il Caproni Ca.163
- Il Caproni Ca.193
- Il Caproni Trento F.5
- Un Caproni Vizzola C-22J
- La fusoliera e le ali, smontate, del Caproni Ca.53[24]
- Alcune parti del Caproni Ca.60 Transaereo[24]
- La fusoliera di un Fokker D.VIII
- Un Gabardini G.51bis
- Un Macchi M.20
- Un Macchi MB.308
- Parti di un Macchi M.C.200[27]
- Un Manzolini Libellula II[24]
- Un North American T-6 Texan[24]
- Parti di un Reggiane Re.2005[28]
- Un Saiman 202M
- Un Savoia-Marchetti S.79

Ad essi si aggiunge un Lockheed F-104G Starfighter collocato all'aperto, all'ingresso del museo e dell'aeroporto, che fa da gate guardian e che è dedicato alla memoria del generale dell'Aeronautica Militare Licio Giorgieri.

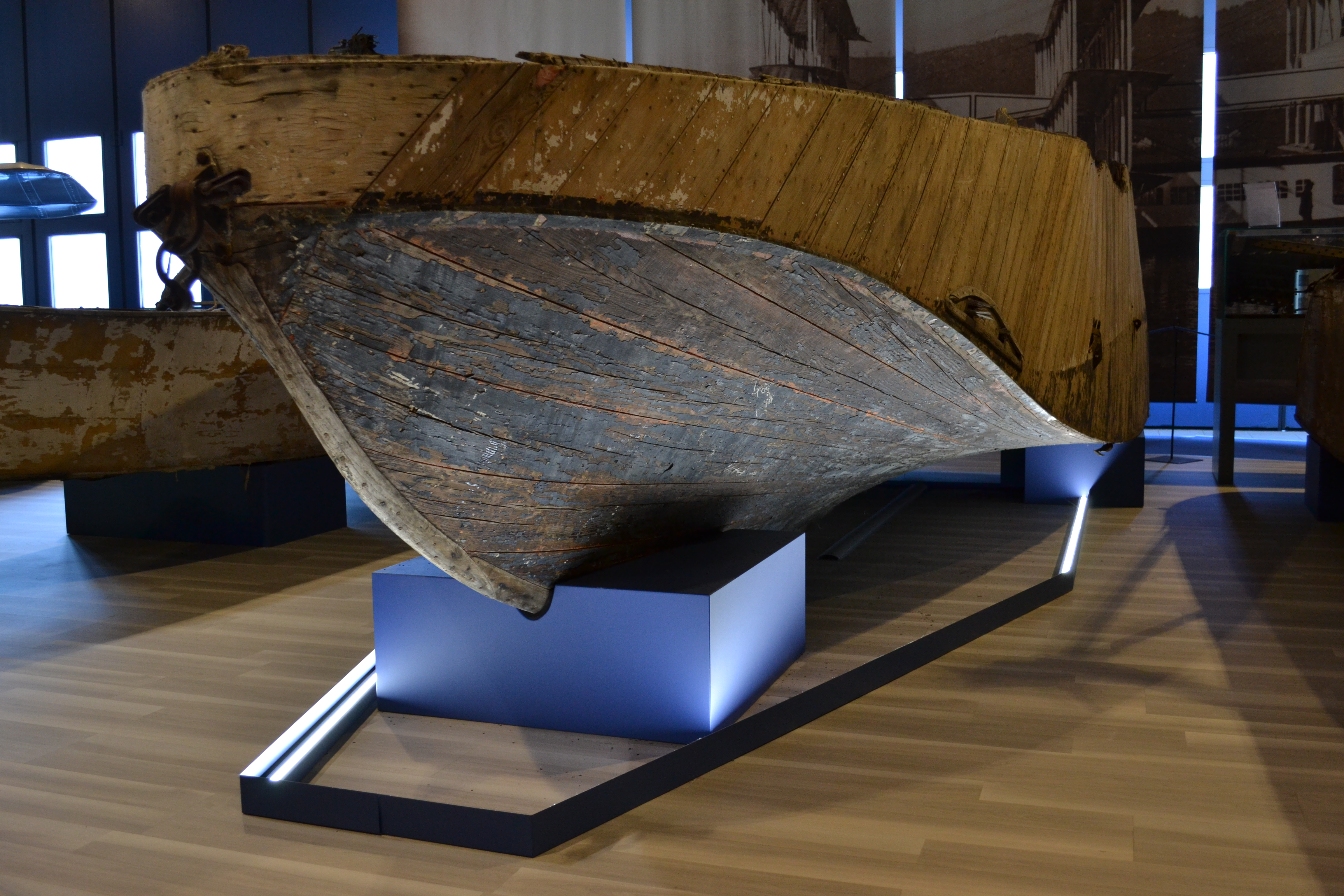
Lo scafo centrale dell'idrovolante Caproni Ca.60 Transaereo, sperimentato nel 1921, è esposto presso il Museo Caproni insieme ad alcune delle altre parti sopravvissute di questo velivolo.

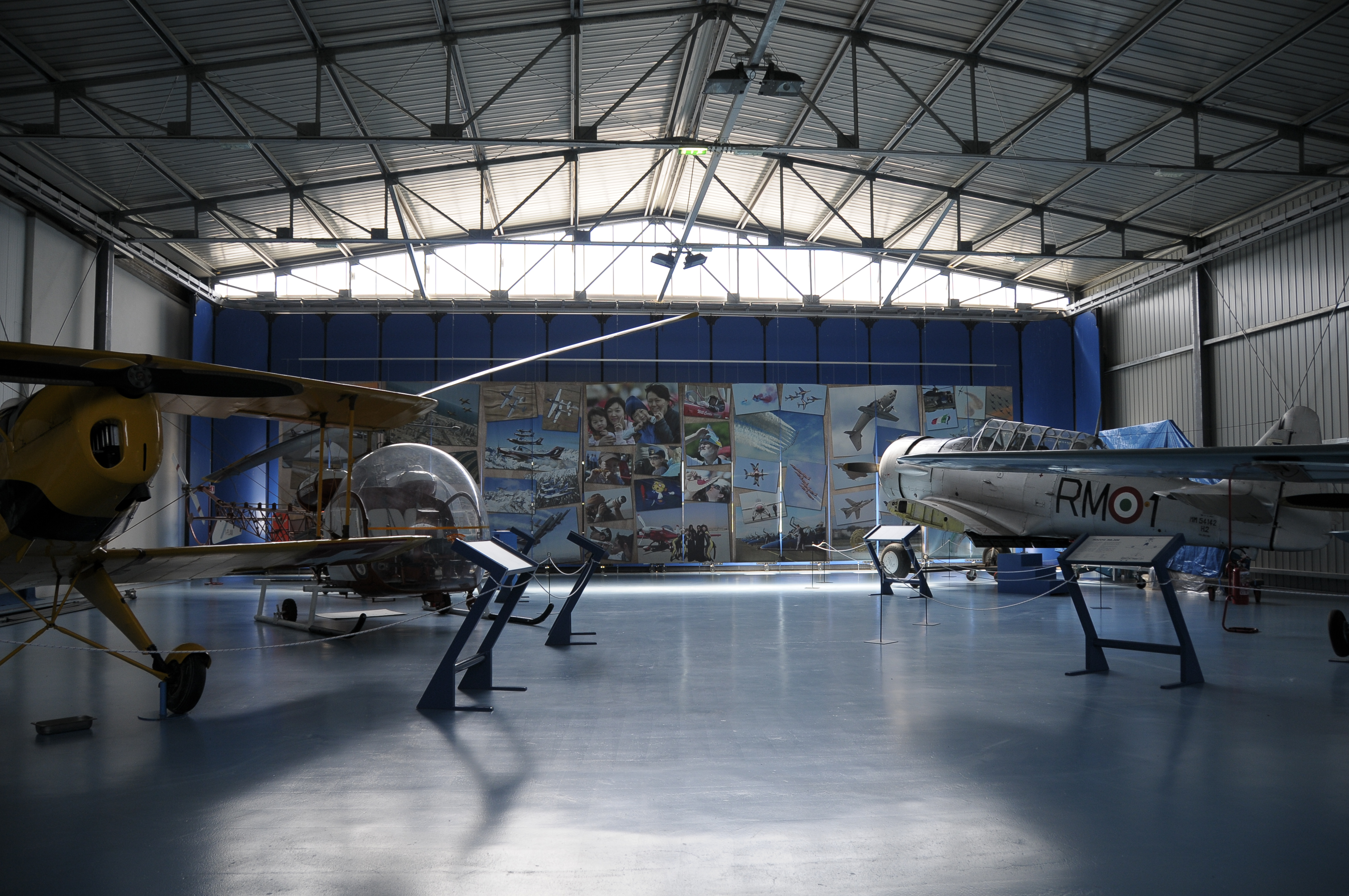
L'hangar nord è rimasto aperto per alcuni mesi nel corso del 2011; è stato poi nuovamente chiuso in vista di ulteriori lavori per l'ampliamento permanente della superficie espositiva. Sono visibili da sinistra a destra il Bücker Bü 131, l'Agusta Bell AB 47G e il North American T-6 Texan.

A partire da quando il museo ha assunto la sua collocazione definitiva, una nuova importanza è stata attribuita allo status di beni culturali che i velivoli storici esposti meritano di vedersi riconoscere. Le successive fasi del recupero dei nuovi aeromobili dal magazzino del museo per ampliare l'esposizione estendendola al secondo hangar sono avvenute in collaborazione con enti come l'Assessorato alla Cultura della Provincia autonoma di Trento, la Soprintendenza per i beni storico-artistici e la Soprintendenza per i beni librari, archivistici ed archeologici e hanno risposto a esigenze di rispetto della fisionomia originale dei pezzi con la massima attenzione per la ricostruzione filologica della loro storia e la tutela della loro conservazione in accordo con i più avanzati principi legati alle scienze del restauro dei beni culturali.

## Collezione

### Aeromobili
Agusta Bell AB 47G
Il Bell 47 fu nel 1946 il primo modello di elicottero a conseguire un'omologazione civile, e si diffuse poi internazionalmente come elicottero multiruolo; la ditta italiana Agusta ne costruì su licenza oltre 1 000 esemplari, noti con la designazione di Agusta Bell AB 47. L'esemplare esposto è stato donato al Museo Caproni nel 1998.
Ansaldo A.1 Balilla
L'Ansaldo A.1 Balilla era un biplano italiano da caccia entrato in servizio nelle settimane finali della prima guerra mondiale. L'esemplare esposto al Museo Caproni apparteneva a Natale Palli, il capitano pilota che nell'agosto 1918 aveva accompagnato Gabriele D'Annunzio durante il volo su Vienna. Si tratta di uno degli unici due Ansaldo A.1 sopravvissuti fino ai giorni nostri, e dell'unico a conservare – praticamente intatto – l'originale rivestimento in seta della struttura, il quale in particolare è caratterizzato da una decorazione dipinta raffigurante un San Giorgio.
Ansaldo S.V.A. 5
Quella degli Ansaldo S.V.A. era una famiglia di aerei da caccia e da ricognizione sviluppati a partire dal 1916-1917 e rimasti famosi soprattutto per l'impresa dannunziana del volo su Vienna. L'esemplare esposto al Museo Caproni è uno S.V.A. 5 che partecipò a tale missione, il 9 agosto 1918, ai comandi di Gino Allegri.
Avia FL.3
Progettato alla fine degli anni trenta e caratterizzato da grande economicità, semplicità costruttiva e facilità di pilotaggio, l'Avia FL.3 era un monoplano monomotore italiano da addestramento che venne impiegato prima, durante e dopo la seconda guerra mondiale in un gran numero di scuole di volo. L'aereo in esposizione è stato costruito nel 1947 ed è appartenuto a diversi proprietari prima di passare in mano al museo Caproni di Vizzola Ticino; è stato restaurato nel 1989 e conserva il propulsore originale.

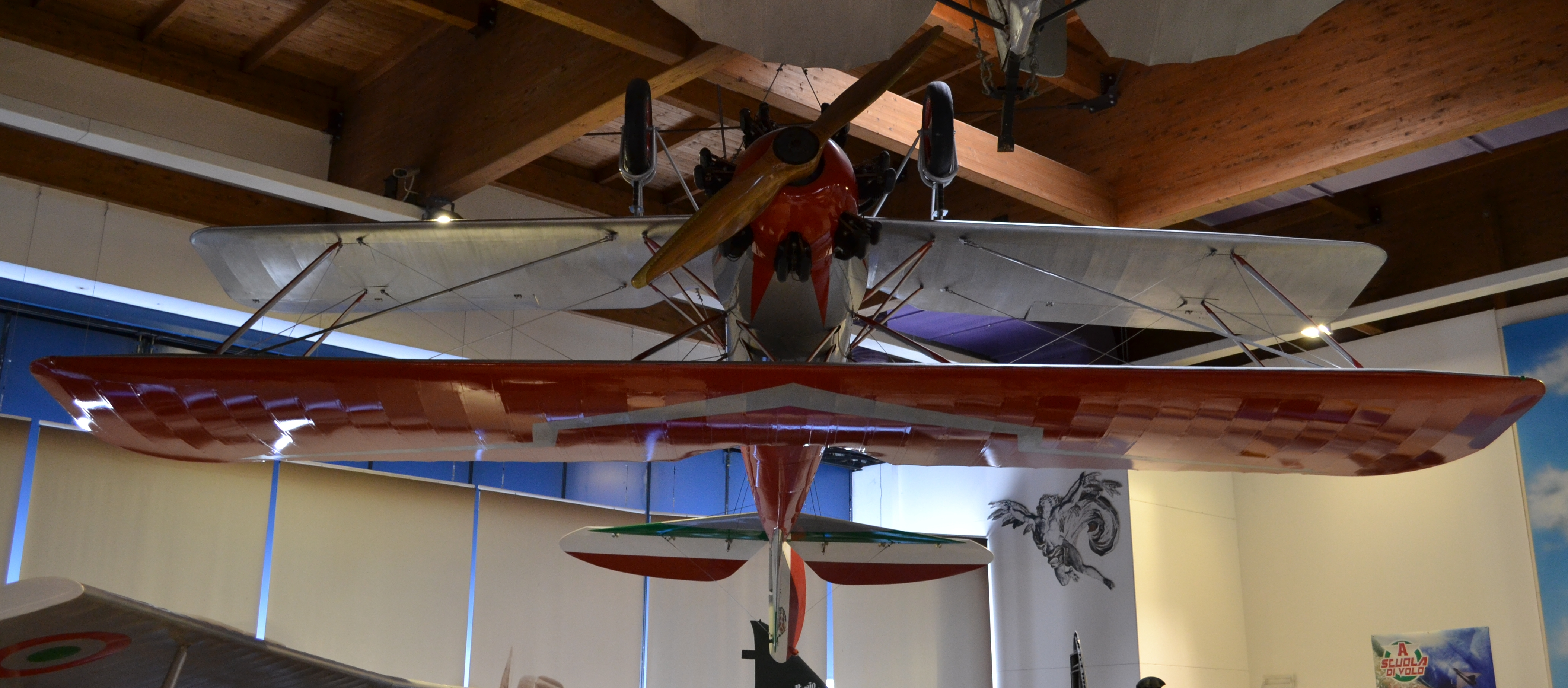
Il Breda Ba.19 nel curioso allestimento rovesciato.

Breda Ba.19
Uno dei più famosi aeroplani acrobatici degli anni trenta, il Breda Ba.19 batté nel 1933 il record mondiale di durata in volo rovesciato. Quello esposto al Museo dell'Aeronautica Gianni Caproni è l'unico esemplare sopravvissuto; ha subito un restauro molto radicale e particolarmente complesso, che ha richiesto che molte parti andassero completamente ricostruite.
Bücker Bü 131
Il Bücker Bü 131 era un biplano acrobatico di costruzione tedesca, diffuso in particolare in Germania e in Svizzera negli anni trenta. Quello del Museo Caproni fu costruito nel 1939, venne impiegato a lungo come addestratore dalle Forze aeree svizzere e giunse poi in Italia nel 1963; fu donato al museo nel 1976 e fu restaurato nel 1989.
Caproni Bristol
L'aereo che viene chiamato Caproni Bristol era un monoplano monomotore biposto che venne progettato dall'amico e collega di Caproni Henri Coandă per conto dell'azienda inglese Bristol; volò per la prima volta nel 1912. L'esemplare esposto al museo era stato inviato in Italia dalla Bristol affinché la Caproni potesse produrre il velivolo su licenza; due monoplani Bristol di questo modello (che in patria era noto come Bristol-Coandă) vennero costruiti dalla Caproni e parteciparono a un concorso del Ministero della Guerra nel 1913; anche se non vennero selezionati nel corso delle prove ufficiali, la Caproni poi fornì all'Esercito Italiano diversi aerei di questo tipo. Quello conservato al museo è il più antico velivolo Bristol esistente.

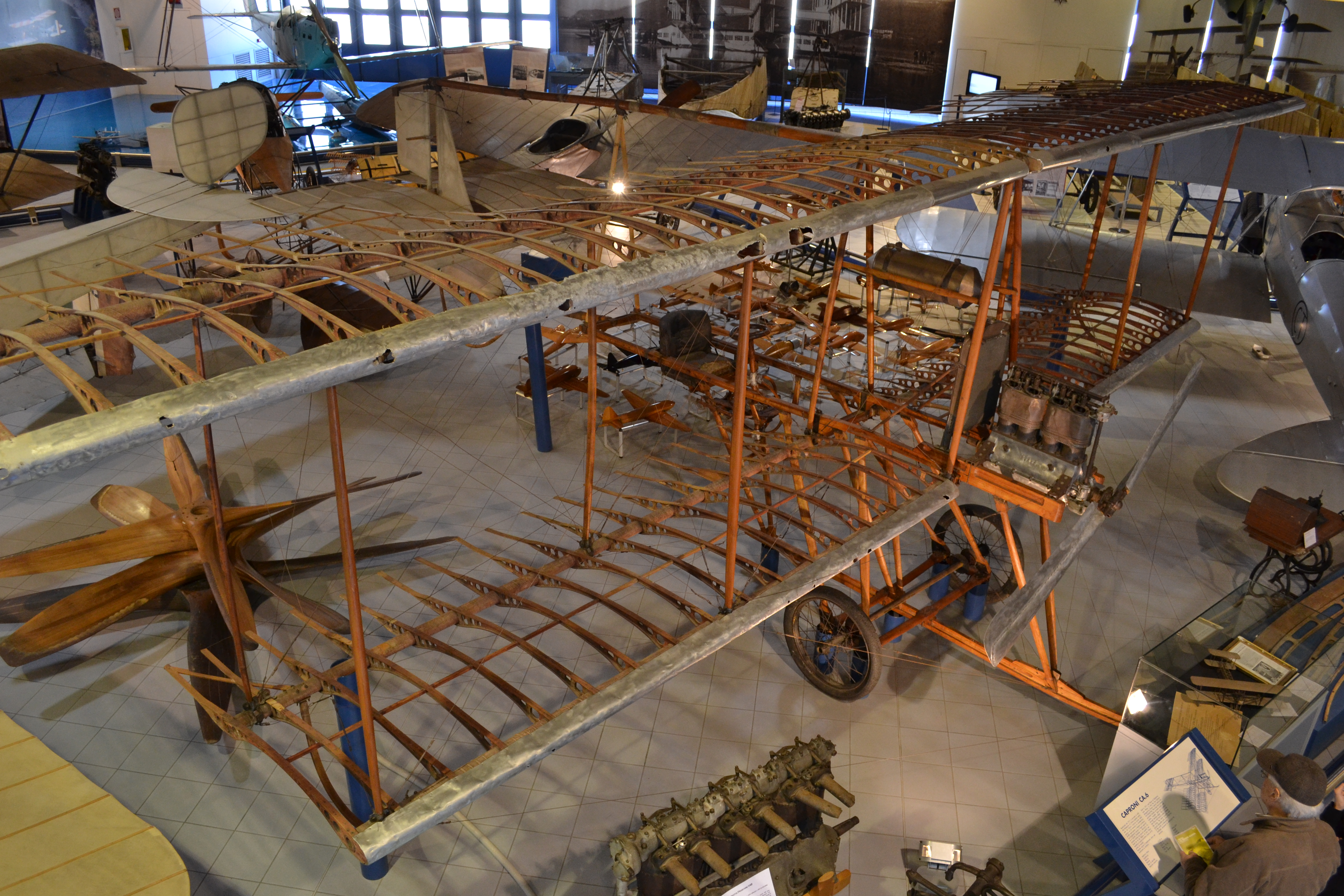
Il Caproni Ca.6 esposto a Trento.

Caproni Ca.6
Il Caproni Ca.6, il sesto velivolo costruito da Gianni Caproni, era un biplano pionieristico caratterizzato da un'innovativa elica a passo variabile a terra e da un inconsueto profilo alare a doppia curvatura (poi rivelatosi poco efficiente) l'impiego del quale era stato suggerito a Caproni da Coandă. L'esemplare in esibizione è l'unico aereo prodotto di questo modello. Risalente al 1911, è il più antico degli aerei in esposizione; tuttavia a causa della sua delicatezza e della mancanza di accurate informazioni sulla sua fisionomia originale non è stato sottoposto a restauri, ma solo a un intervento conservativo; è esposto senza il rivestimento originale in tela, in modo tale che la sua struttura lignea sia completamente visibile.
Caproni Ca.9
Influenzato nel suo disegno complessivo dal successo del Blériot XI con cui Louis Blériot aveva compiuto nel 1909 la prima trasvolata della Manica, il Caproni Ca.9 apparteneva a una serie di moderni monoplani costruiti da Caproni tra il 1911 e l'inizio della prima guerra mondiale. Il Ca.9, costruito in un solo esemplare, è l'unico aereo di questa seria ad essere sopravvissuto. Nel 1986, prima di essere esposto presso il Museo Caproni di Trento (in occasione del centenario della nascita di Caproni) venne inviato negli Stati Uniti ed esposto presso il National Air and Space Museum di Washington, D.C. Ha subito interventi conservativi sia negli USA che in Italia.
Caproni Ca.53
Il Caproni Ca.53, un grande monomotore triplano, venne concepito come bombardiere veloce verso la fine della Grande Guerra; rimase tuttavia allo stadio di prototipo a causa di problemi legati al motore. L'unico esemplare costruito è esposto presso il Museo Caproni; attualmente la fusoliera e le ali sono disassemblate.
Caproni Ca.60 Transaereo
Il Caproni Ca.60 Transaereo, un enorme idrovolante noviplano concepito per trasportare 100 passeggeri su distanze transatlantiche, fu sperimentato senza successo nel 1921. Compì due voli di prova, alla conclusione dell'ultimo dei quali si danneggiò gravemente causando l'abbandono del progetto. Al Museo Caproni sono conservate alcune delle poche parti sopravvissute: i due galleggianti laterali, la porzione frontale del galleggiante-scafo centrale, uno degli otto motori Liberty L-12 e il pannello di controllo che i piloti usavano per comunicare con i motoristi.

L'idrovolante Caproni Ca.100 I-DISC, ora esposto nel museo, sul lago di Como nel 1962.

Caproni Ca.100
Il Caproni Ca.100, noto anche come "Caproncino", era un monomotore biplano multiruolo che ebbe grande diffusione in Italia nel corso degli anni trenta, anche se alcuni esemplari sopravvissuti alla guerra rimasero in servizio fino agli anni sessanta. L'esemplare esposto al Caproni, uno dei cinque attualmente esistenti, venne costruito come aereo terrestre e volò per la prima volta nel 1936; convertito alla configurazione idrovolante nel 1960, venne impiegato dall'Aero Club di Como fino al 1964. Venne donato al Caproni nel 1970; rimase esposto per un periodo a Vizzola Ticino, e fu trasferito a Rovereto per il restauro nel 1990.
Caproni Ca.163
Il biplano leggero da addestramento Caproni Ca.163, progettato alla fine degli anni trenta per sostituire il "Caproncino" nel ruolo di addestratore, non superò lo stadio di prototipo. L'unico esemplare prodotto, restaurato a Rovereto nel 1989, è in condizioni molto buone e potrebbe essere rimesso in condizioni di volo con relativa facilità.
Caproni Ca.193
Il Caproni Ca.193, l'ultimo aereo realizzato dalla Caproni a Milano, era un bimotore quadriposto da collegamento e trasporto leggero. Progettato e fatto volare nella seconda metà degli anni quaranta, mentre la ditta attraversava una fase di crisi, venne provato dall'Aeronautica Militare, che poi lo acquistò e lo impiegò fino al 1952. Il modello non venne però ordinato per la produzione in serie, e rimase allo stadio di prototipo. L'unico esemplare costruito passò quindi all'Aero Club di Trento, dove volò fino al 1960, e poi al Museo Caproni di Vizzola Ticino. Trasferito nuovamente in Trentino nel 1988, ha subito un complesso restauro nel 1991.

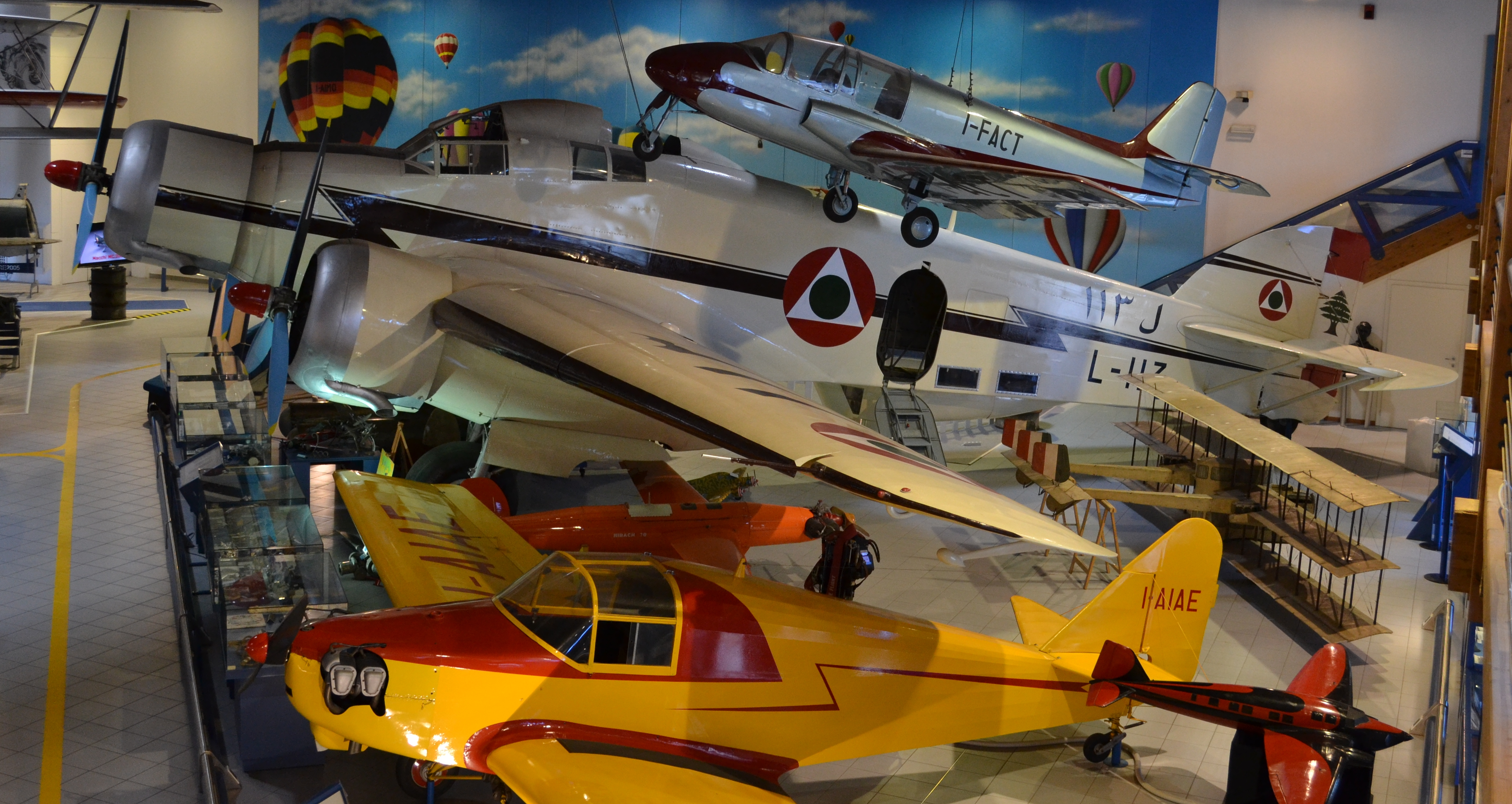
Il Savoia-Marchetti S.79 (al centro), l'Avia FL.3 (in basso) e il Caproni Trento F.5 (in alto) conservati al Museo Caproni.

Caproni Trento F.5
Il Caproni Trento F.5 era un monoreattore leggero da addestramento, caratterizzato da una struttura interamente lignea e collaudato con notevole successo all'inizio degli anni cinquanta. Il prototipo fu acquistato dall'Aeronautica Militare, ma la produzione in serie fu resa impossibile dalle difficoltà finanziarie dell'azienda Caproni. L'aereo volò fino alla fine degli anni cinquanta, e venne ceduto dall'Aeronautica al Museo Caproni nel 1990. Restaurato nel 1991, è l'unico aereo del museo ad essere stato costruito dalla Caproni in Trentino.
Caproni Vizzola C-22J
Ultimo velivolo costruito dalla Caproni, il Caproni Vizzola C-22J era un bireattore leggero progettato per l'addestramento ma capace di svolgere molti altri compiti adatti a un velivolo di piccole dimensioni e caratterizzato da grande semplicità ed economicità. Collaudato nel 1980 e costruito in pochi prototipi, non venne prodotto in serie. L'esemplare esposto è un simulacro ingegneristico, che essendosi conservato particolarmente bene non ha subito alcun restauro.
Fokker D.VIII
Il tedesco Fokker D.VIII, giudicato uno dei migliori caccia della prima guerra mondiale, era un monoplano ad ala alta parasole a sbalzo entrato in servizio nell'ottobre 1918, pochi giorni prima della fine della Grande Guerra. La fusoliera esposta presso il Caproni appartiene all'unico esemplare attualmente esistente di questo modello; entrato in linea alla fine dell'ottobre 1918, non fu mai impiegato in combattimento e venne ceduto all'Italia nel 1919-1920 a titolo di riparazione dei danni di guerra. Qui venne testato a lungo, per poi essere acquistato dal Museo Caproni ed esposto a Taliedo fino al 1940. Riemerso dai magazzini nel 1988, ha già subito un restauro della fusoliera, del motore e dell'elica; non è ancora stato terminato il restauro dell'ala e degli impennaggi, che verranno infine riassemblati al resto del velivolo.
Gabardini G.51bis
Il Gabardini G.51 era un biplano monomotore biposto da addestramento acrobatico progettato nel 1925 e costruito in 10 esemplari (inclusi quella della versione G.51bis); essi rimasero in servizio fino al 1935, tutti impiegati presso la scuola di volo di Cameri. Il velivolo del Caproni, appartenente appunto alla versione G.51bis, fu costruito nel 1928 e ritirato dal servizio nel 1935; restaurato nel 1988 dalla Masterfly di Rovereto è a oggi l'unico Gabardini esposto in un museo, ed è tuttora in condizioni di volo.

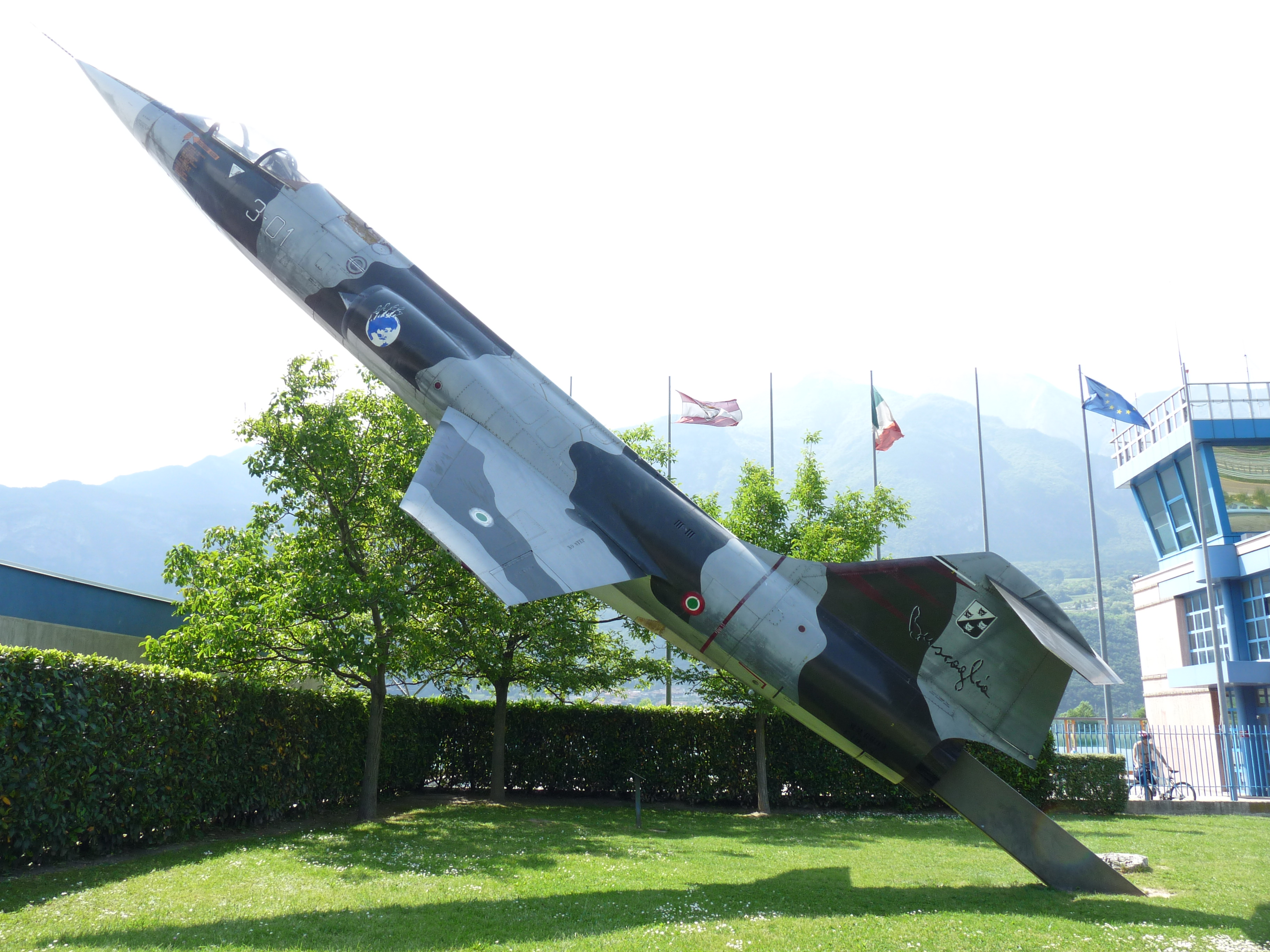
Il caccia Lockheed F-104G ex-Aeronautica Militare che fa da gate guardian all'entrata del museo.

Lockheed F-104G Starfighter
Il caccia bisonico statunitense Lockheed F-104 Starfighter venne impiegato dall'Aeronautica Militare per molti anni tra il 1960 e la fine del XX secolo. L'esemplare esposto all'aperto sul piazzale del museo e dell'aeroporto venne radiato dal servizio nel 1990, donato al Caproni nel 1991 e installato nella sua caratteristica posizione nel 1992.
Macchi M.20
Il Macchi M.20 era un piccolo biplano da addestramento e da turismo progettato alla fine della prima guerra mondiale e rimasto in servizio per tutto il periodo tra i due conflitti. Il velivolo in esposizione fu costruito nella prima metà degli anni venti, passò in mano a diversi tra privati e aero club e giunse al Museo Caproni di Vizzola Ticino negli anni settanta. Fu oggetto di una delicata operazione di restauro intorno al 1990, e oggi è il più antico progetto originale Macchi esistente in Italia.
Macchi MB.308
Il Macchi MB.308 fu il primo aereo costruito dalla prestigiosa ditta Macchi nel secondo dopoguerra. Si trattava di un addestratore monoplano monomotore biposto con struttura prevalentemente lignea, costruito in totale in oltre 180 esemplari. L'esemplare in esposizione prestò servizio con l'Aeronautica Militare, passò poi all'Aero Club Milano e da qui in mano a un privato, che lo donò al Caproni nel 1972. È stato restaurato nel 1989.
Macchi M.C.200
Il Macchi M.C.200, un monoplano monoposto con motore radiale, fu il caccia di cui la Regia Aeronautica fece il più largo impiego nel periodo tra il 1940 e il 1943. Dell'esemplare in esibizione si sono conservati solo il troncone di coda con gli impennaggi, la parte anteriore della fusoliera e il motore Fiat A.74 RC.38. Come il Re.2005, è stato aggiunto all'esposizione permanente nel 2010.

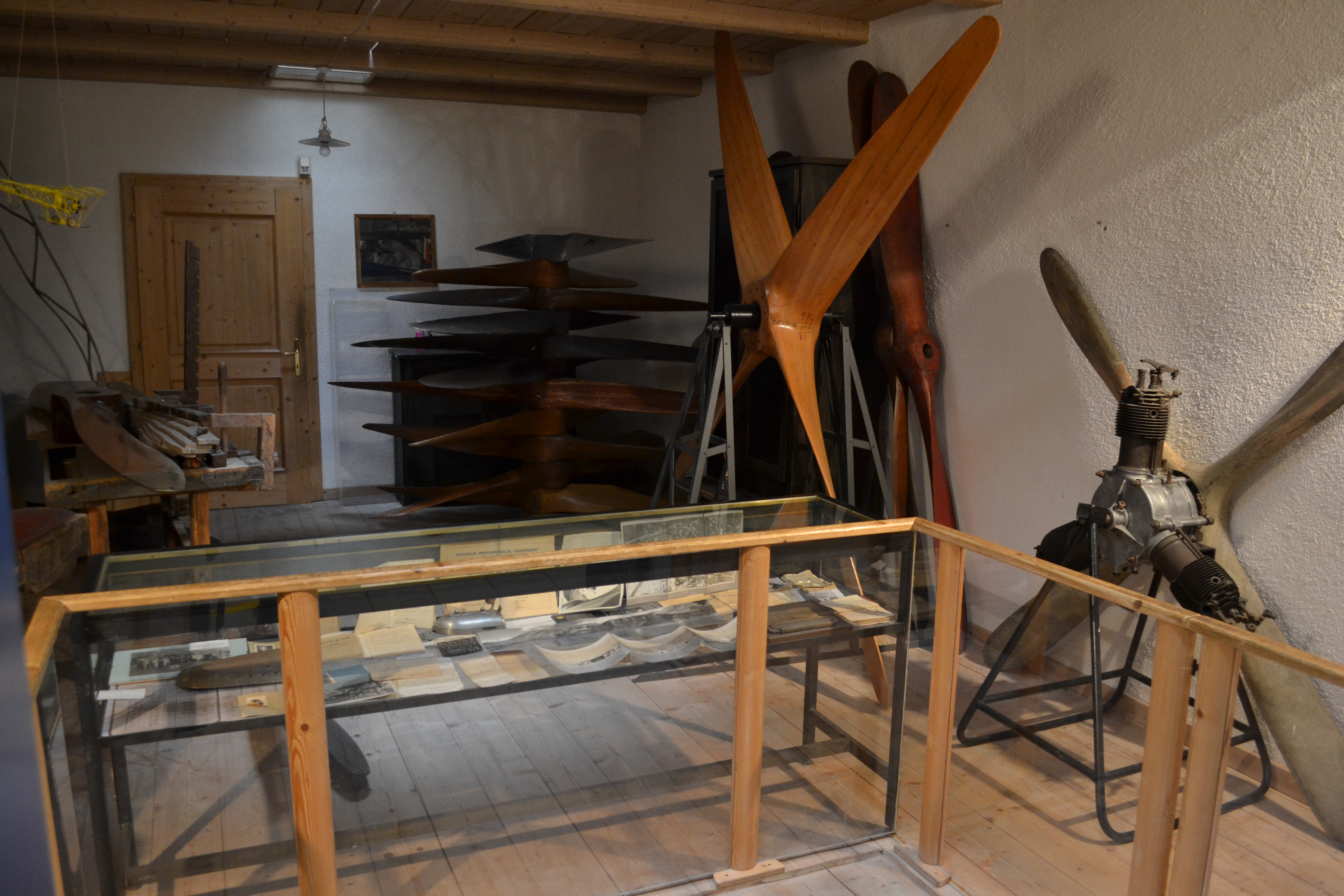
La ricostruzione di un'officina per la produzione di eliche aeronautiche degli anni venti all'interno del museo.

Manzolini Libellula II
Il Manzolini Libellula II era un elicottero italiano sperimentale caratterizzato da una coppia di rotori coassiali controrotanti che eliminavano la necessità di un rotore anticoppia in coda. Ne vennero costruiti due prototipi (dei quali l'esemplare esposto è il secondo), che volarono tra il 1952 e gli anni sessanta ma non furono seguiti da una produzione in serie.
North American T-6 Texan
Uno degli aerei da addestramento più famosi e prodotti in quantità maggiori nella storia dell'aviazione, il North American T-6 Texan entrò in produzione nel 1937 e rimase in servizio, in alcune parti del mondo, fino agli anni ottanta. Si trattava di un biposto monoplano ad ala bassa, con un singolo motore radiale. L'esemplare esposto presso il Museo Caproni servì con l'Aeronautica Militare e, dopo essere rimasto conservato presso il magazzino del museo per diversi anni, è stato aggiunto alla collezione permanente all'apertura del nuovo hangar espositivo nel 2011.
Saiman 202M
Il Saiman 202 era un monoplano monomotore biposto da addestramento militare, che volò per la prima volta nel 1938 e, prodotto in oltre 400 esemplari, venne impiegato sia dalla Regia Aeronautica che dalla Luftwaffe che, dopo la guerra, dall'Aeronautica Militare. Il Saiman 202M del Museo Caproni venne costruito nel 1943 e rimase in servizio militare fino al 1951, continuando a volare fino al 1962 con l'Aero Club di Bologna.
Savoia-Marchetti S.79
L'aerosilurante trimotore Savoia-Marchetti S.79 fu uno dei più famosi aerei italiani della seconda guerra mondiale. L'esemplare attualmente conservato presso il Museo Caproni (uno dei due S.79 esistenti) venne costruito nel 1942 e partecipò a diverse operazioni belliche fino all'armistizio; nel settembre 1943 passò dalla parte del Regno del Sud e continuò a operare come trasporto fino al 1948, prima con l'Aeronautica Cobelligerante Italiana e poi con l'Aeronautica Militare. Nel 1949 venne ceduto al Libano, dove rimase in servizio fino al 1959. L'aereo venne poi donato all'AMI e da essa affidato al Museo Caproni, dove è giunto nel 1993.

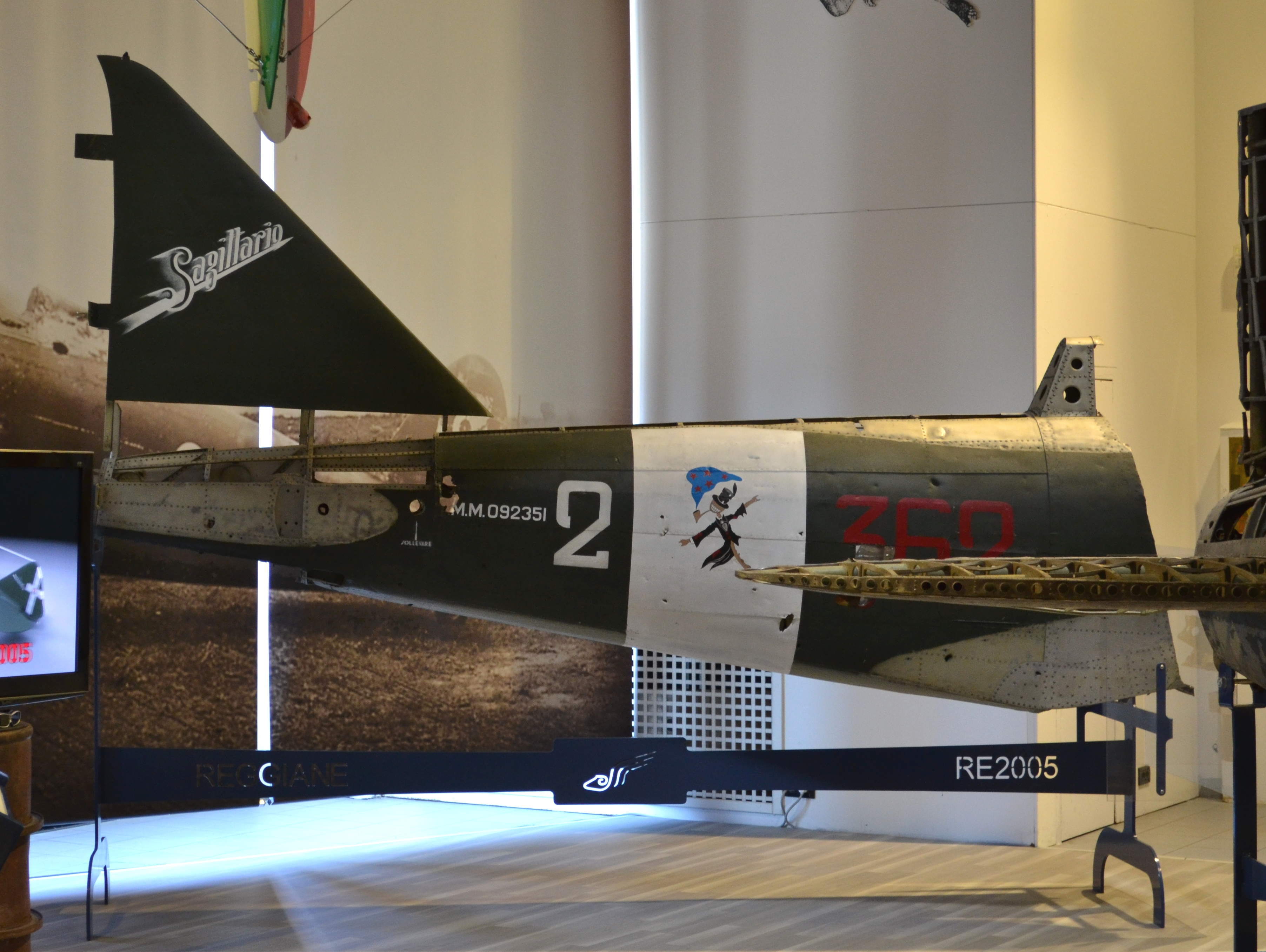
Il Re.2005 esposto presso il Museo dell'Aeronautica Gianni Caproni, di cui sono sopravvissute solo la fusoliera e la deriva, è l'unico aereo di questo tipo ad essere giunto fino a noi.

Reggiane Re.2005
Il Reggiane Re.2005, monoplano monoposto con motore a V, fu uno dei più moderni caccia italiani costruiti durante la seconda guerra mondiale; volò per la prima volta nel maggio 1942, ma gli eventi collegati con l'armistizio impedirono che venisse prodotto in numeri consistenti. Al Museo Caproni è esposto il tronco posteriore della fusoliera e l'impennaggio verticale dell'unico esemplare sopravvissuto conosciuto. Costruito nella prima metà del 1943 e inquadrato nel 22º Gruppo Autonomo Caccia Terrestre, smise di combattere prima dell'8 settembre e, rinvenuto dopo la guerra presso la sua base operativa a Capodichino, appartenne per diversi anni all'Università di Napoli. Fu acquistato dal Museo Caproni negli anni settanta ed è entrato a far parte dell'esposizione permanente nel 2010.

### Reperti e ricostruzioni
Oltre ai velivoli, in molti casi conservati integri e, in alcuni, esposti smontati o sopravvissuti solo in parte, all'interno del museo sono presenti diversi reperti storici tra cui motori, eliche, strumenti e componenti vari di aeroplani e di aeromobili di diverso tipo, documenti, medaglie, modelli, fotografie, cimeli, oggetti personali. Il loro numero è difficilmente quantificabile, e non è possibile fornirne un elenco completo. Tra i più notevoli tuttavia si possono ricordare: il motore Piaggio P.XI il quale equipaggiava il Caproni Ca.161bis che nel 1938 stabilì un record d'altitudine per biplani a pistoni tuttora imbattuto; un frammento del Blériot XI con cui nel 1910 Geo Chávez fu il primo a compiere una trasvolata delle Alpi; una centina alare di un biplano Wright risalente all'inizio del Novecento; il serbatoio di un Supermarine Spitfire precipitato durante la seconda guerra mondiale.
Il museo ospita anche, in due locali distinti, una ricostruzione dello studio di progettazione dell'ingegner Caproni e la riproduzione di un'officina per la costruzione di eliche degli anni venti.

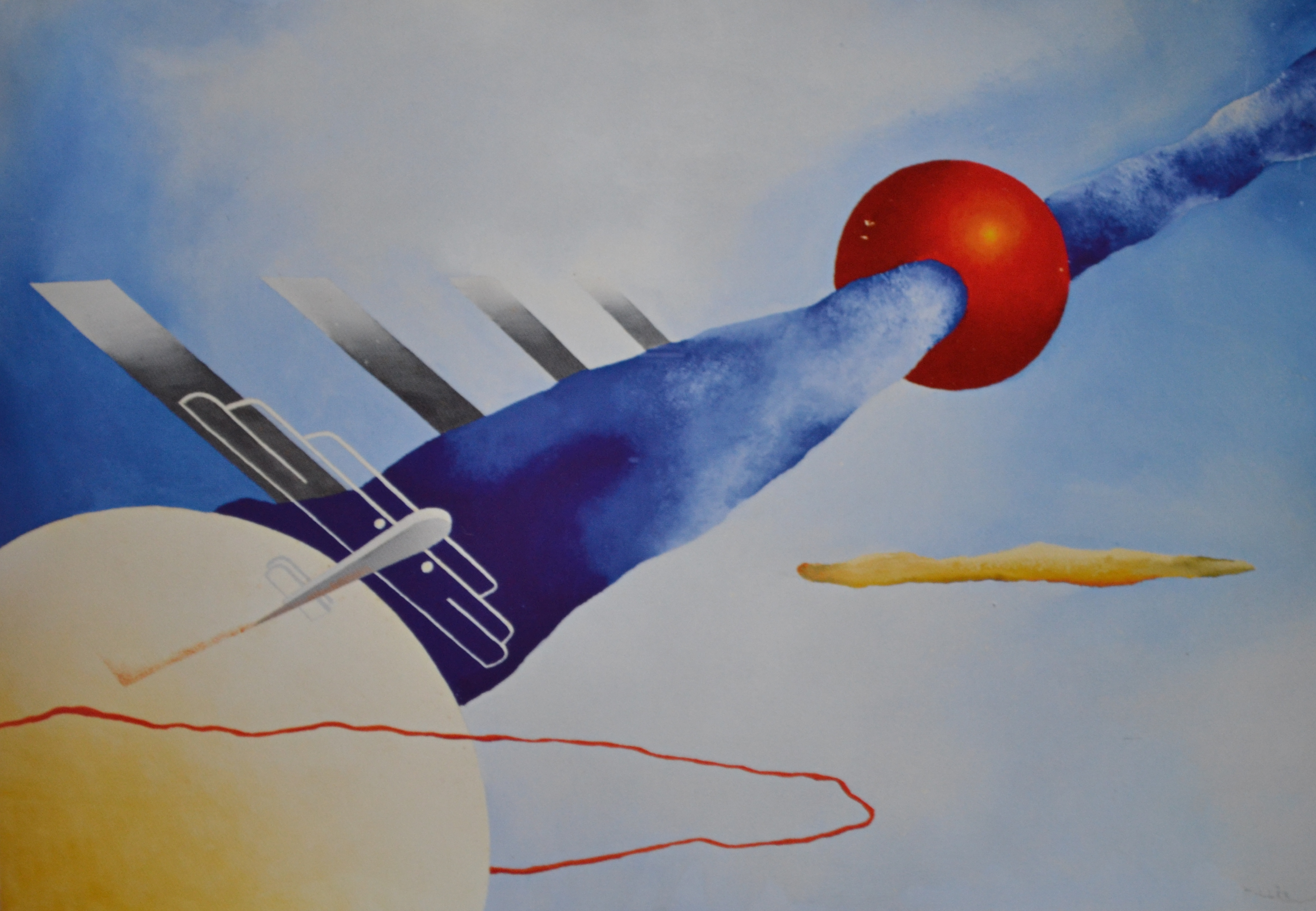
Mistero aereo di Fillia, 1930-31, è un esempio della corrente più astratta dell'aeropittura futurista. Appartiene alla Collezione Caproni.

### Arti figurative
Durante il periodo dei suoi studi a Monaco di Baviera, a Liegi e a Parigi Gianni Caproni sviluppò un profondo interesse per le arti figurative. Dopo essersi dedicato lui stesso alla pittura e alla scultura per un certo periodo (anteriormente al 1910), scelse di fare dell'aviazione la sua attività principale; tuttavia non perse la sensibilità artistica che aveva ormai acquisito grazie alle influenze delle secessioni mitteleuropee e delle avanguardie storiche.
Divenne amico di diversi artisti e, man mano che la sua situazione economica si faceva più solida con l'affermarsi della sua azienda di costruzioni aeronautiche, diventò loro sostenitore e committente assumendo spesso un ruolo da vero e proprio mecenate. Così accadde con Luigi Bonazza che, assunto come disegnatore tecnico nel 1915, seppe poi coniugare il decorativismo Jugendstil con temi naturalistici e con soggetti e forme tipiche del disegno industriale.

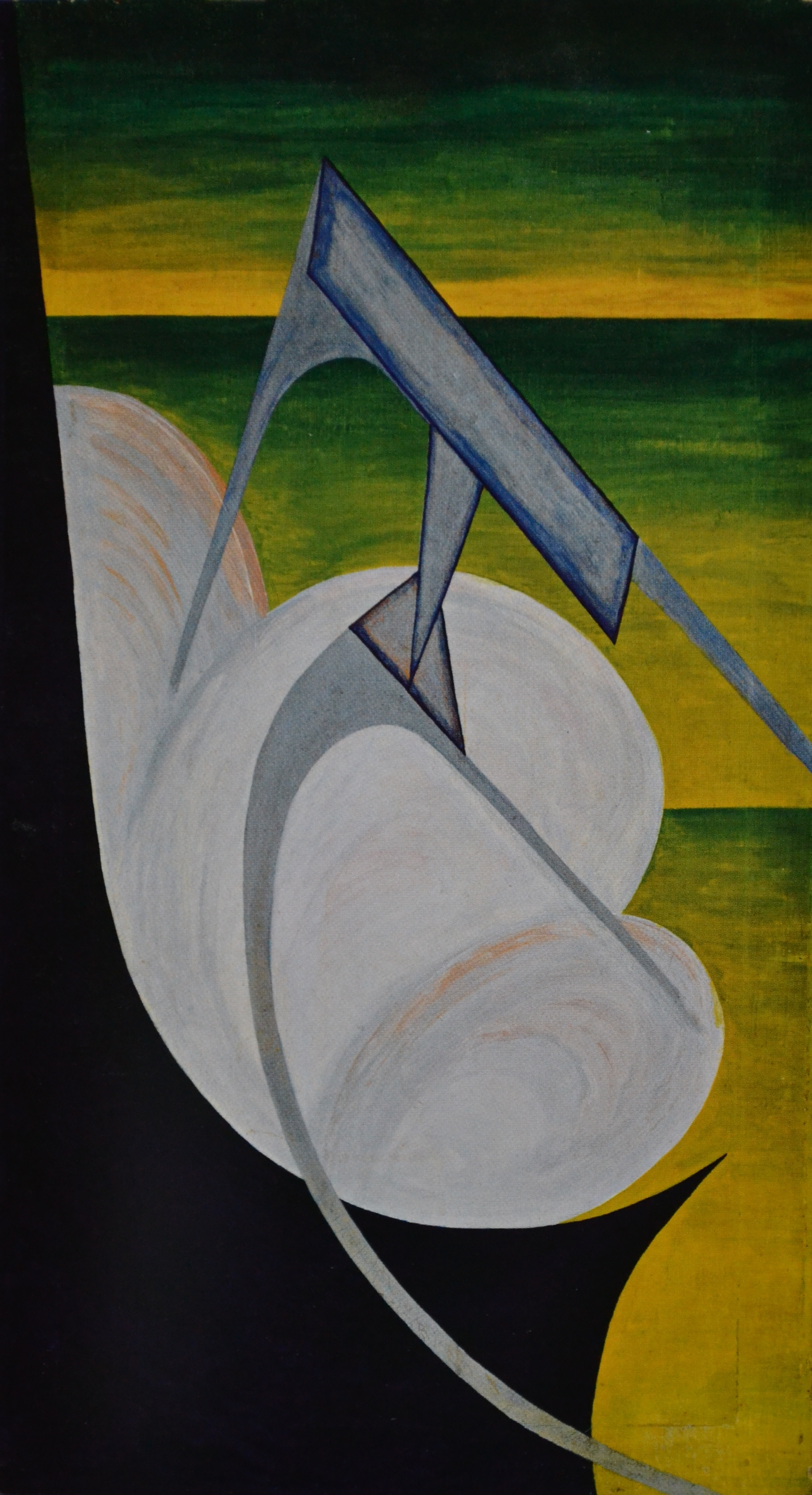
Teatro aereo futurista, di Fedele Azari, 1922-26, fa parte della collezione privata di Maria Fede Caproni.

Negli anni dieci Caproni entrò in contatto con altri artisti, con i quali spesso strinse rapporti personali di amicizia; alla sua attività si affiancò la sensibilità di sua moglie, Timina, e l'attenzione del collezionismo e mecenatismo della famiglia Caproni si spostò dal semplice naturalismo alle nuove forme espressive della corrente futurista, con la sua passione per l'azione e la velocità – che ben si adattava a celebrare il volo. Da allora, e in modo particolare con il secondo futurismo e con l'aeropittura, la Collezione Caproni andò arricchendosi di numerosi lavori importanti, frutto della collaborazione dell'industriale trentino e di sua moglie con artisti come Fortunato Depero, Alfredo Ambrosi, Emilio Monti e altri. La famiglia entrò così in possesso di opere di artisti tra i quali si ricordano Giacomo Balla, Tato, Fillia, Corrado Cagli, Benedetta Cappa, Amerigo Contini, Tullio Crali, Gerardo Dottori, Mario Sironi.
Molte delle opere più significative sono giunte a Trento, quando il Museo dell'Aeronautica Gianni Caproni ha acquisito la sua collocazione definitiva, per volontà di Maria Fede Caproni, figlia di Gianni e Timina. Alcune hanno trovato posto negli stessi ambienti dove sono esposti gli aeromobili («ricostruendo l'unità del progetto culturale avviato da Gianni e Timina Caproni») mentre tutte le principali sono state riunite nel 2007-2008 in occasione della mostra La Collezione Caproni, tenutasi presso la Galleria civica G. Segantini di Arco.

### Mostre temporanee
Il museo organizza anche, periodicamente, mostre temporanee legate a diversi aspetti della storia dell'aviazione; alcune di esse hanno riguardato l'arte, la simulazione del volo, la fotografia, piuttosto che il volo nel suo aspetto generale o la storia e le caratteristiche di un velivolo in particolare, come il Caproni Ca.1 o il Caproni Ca.100.

### Biblioteca
Del Museo dell'Aeronautica Gianni Caproni fa parte anche una ricca biblioteca specializzata, con un'importante raccolta di testi sulla storia dell'aviazione.